# Лакоскит
„Свети Димитър“, известен като Лакоскит на гръцки: Σκήτη Αγίου Δημητρίου, Λακκοσκήτη), е румънски православен идиоритмен скит на Света гора, разположен на 280 m надморска височина. Подчинен е на манастира „Свети Павел“. Скитът се намира под юрисдикцията на Вселенската патриаршия.

## История
Според преданията скитът е основан в Χ век. В първата половина на XIV век скитът е в подчинение на манастира Ватопед и е бил населен основно със сръбски монаси, видно от запазените записи.
В края на XIV век Ватопедският манастир предава скита на манастира „Свети Павел“. През 1754 г. скитът е изоставен, след което през 1760 г. е възстановен от молдовския монах Даниил. В началото на XIX век е заселен изцяло от молдовски монаси.
Главната църква на скита е построена през 1899 г. и е посветена на свети Димитър Солунски. Освен нея има следните по-малки църкви при килиите: „Покров Богородичен“, „Благовещение Богородично“, „Свети Николай“, „Сретение Господне“ и „Свети Архангели“.
В началото на XX век в скита има 24 килии, от които 6 нямат свои църкви. В наши дни в него живеят румънски монаси в 5 килии.